# Polysphincta statzi
Polysphincta statzi är en stekelart som först beskrevs av Meunier 1923.  Polysphincta statzi ingår i släktet Polysphincta och familjen brokparasitsteklar. Inga underarter finns listade i Catalogue of Life.